# Szklary Górne
Szklary Górne (de:Ober Gläsersdorf) est un village de la gmina de Lubin, en Basse-Silésie, dans le sud-ouest de la Pologne.

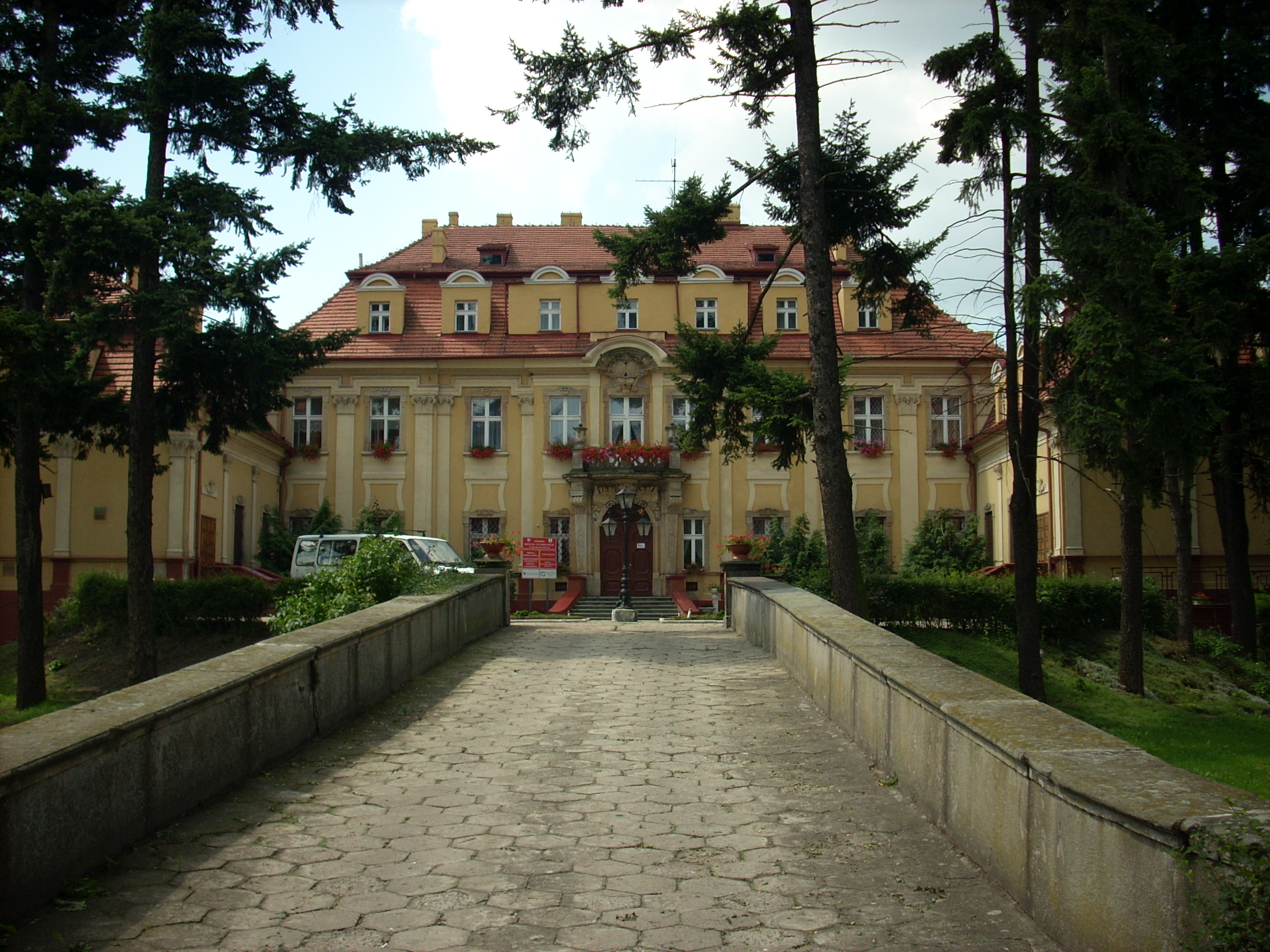
Palace Ober Gläsersdorf